# GPT-4.5
GPT-4.5（又称Orion）是OpenAI在GPT系列中推出的一款大型语言模型，于2025年2月27日发布。截止2025年3月9日，Pro、Plus用户可通过模型选择器在网页端、移动端及桌面端访问该模型，未来计划向更多用户开放。同时也可通过OpenAI API或OpenAI开发者平台（Developer Playground）访问该模型。

## 概述
GPT-4.5主要使用无监督学习进行训练，但也结合了监督微调及基于人类反馈的强化学习。模型训练基于Microsoft Azure平台。
山姆·奥特曼称GPT-4.5是一款“规模巨大且昂贵的模型”。 截至2025年2月，GPT-4.5的使用成本为每百万输入token 75美元，每百万输出token 150美元；而GPT-4o的成本则为每百万输入token 2.50美元，每百万输出token 10美元。
该模型在MMLU测试集中进行了评测，覆盖了15种语言，包括阿拉伯语、孟加拉语、汉语、英语、法语、德语、印地语、印度尼西亚语、意大利语、日语、韩语、葡萄牙语、西班牙语、斯瓦希里语和约鲁巴语，表现均优于GPT-4o。

## 评价
《纽约时报》记者凯德·梅茨（Cade Metz）表示，该模型“标志着一个时代的结束”，并认为其“难以再现GPT-4发布时的热度”。此外，The Verge和Axios等媒体也对该模型的发布进行了报道。
宾夕法尼亚大学沃顿商学院教授伊桑·莫里克（Ethan Mollick）表示，他对GPT-4.5的视觉能力印象深刻。
安德烈·卡帕斯在推特表示，该模型“表现略好”，但具体优势“并不容易明确指出”。 西蒙·威利森则在博客文章中描述该模型“费用非常高昂”、“速度出奇地慢”。